# باولو هيلبر روزا ريبيرو
باولو هيلبر روزا ريبيرو (بالبرتغالية: Paulo Helber‏) (28 يونيو 1992 بفارجينها في البرازيل - ) هو لاعب كرة قدم برازيلي في مركز الوسط. شارك مع منتخب تيمور الشرقية تحت 23 سنة لكرة القدم ومنتخب تيمور الشرقية لكرة القدم. أما مع النوادي، فقد لعب مع Happy Valley AA ‏ ونادي مونتي أزول وAssociação Atlética Internacional (Bebedouro) ‏ وBarretos Esporte Clube ‏ ولاو لين زانغ ‏.

## وصلات خارجية
- باولو هيلبر روزا ريبيرو على موقع قاعدة بيانات كرة القدم.إي يو (الإنجليزية)
- باولو هيلبر روزا ريبيرو على موقع ناشيونال فوتبول تيمز (الإنجليزية)
- باولو هيلبر روزا ريبيرو على موقع Soccerway.com (الإنجليزية)